# Miedziuś
Miedziuś (Miodziuś) – część miasta Szczawnicy, położona w jego centralnej części. Rozpościera się w rejonie ulicy Ogrodowej.